# فيليكس بارا
فيليكس بارا (بالإسبانية: Félix Parra)‏ هو رسام مكسيكي، ولد في 17 نوفمبر 1845، وتوفي في 9 فبراير 1919 في Tacubaya ‏ في المكسيك.

## معرض صور

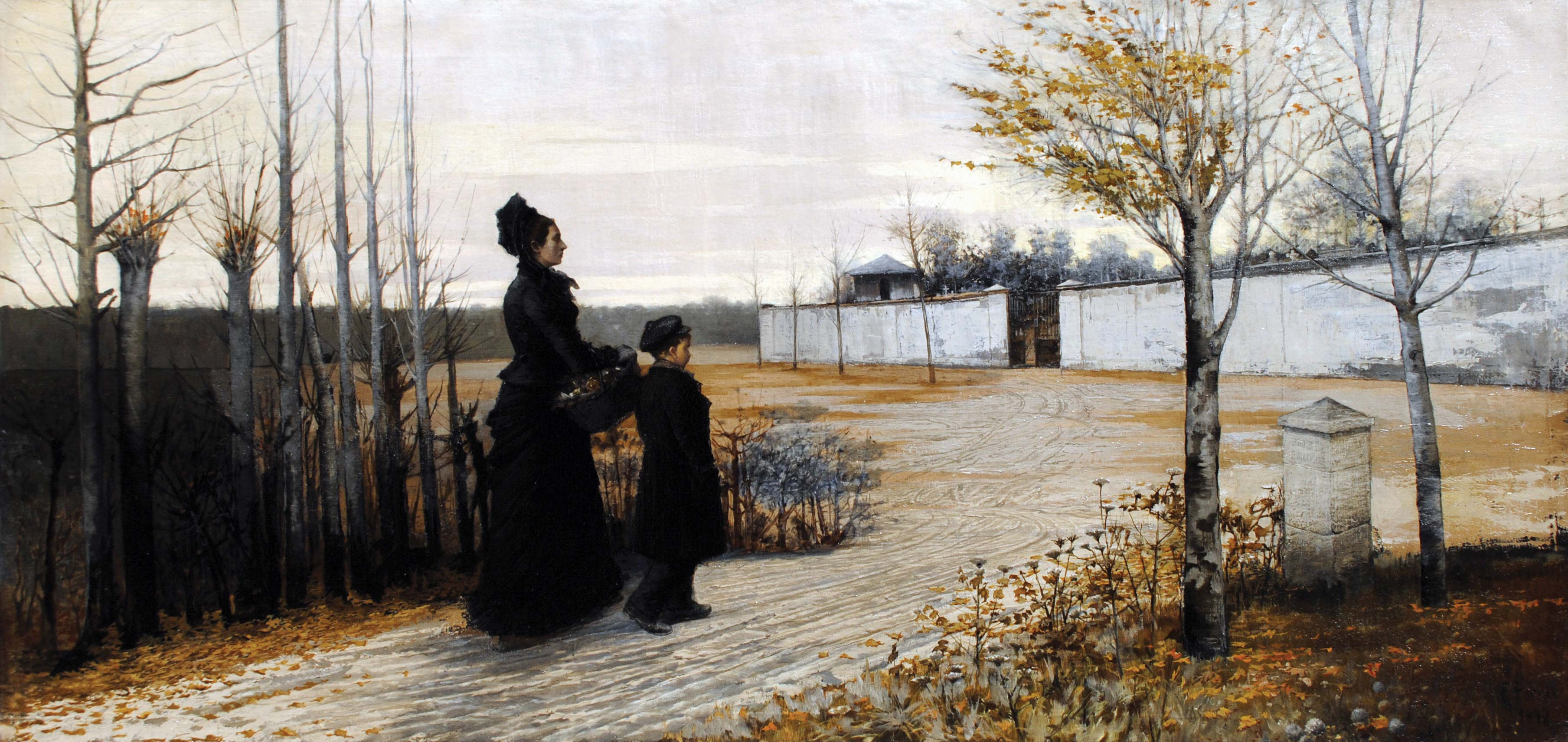
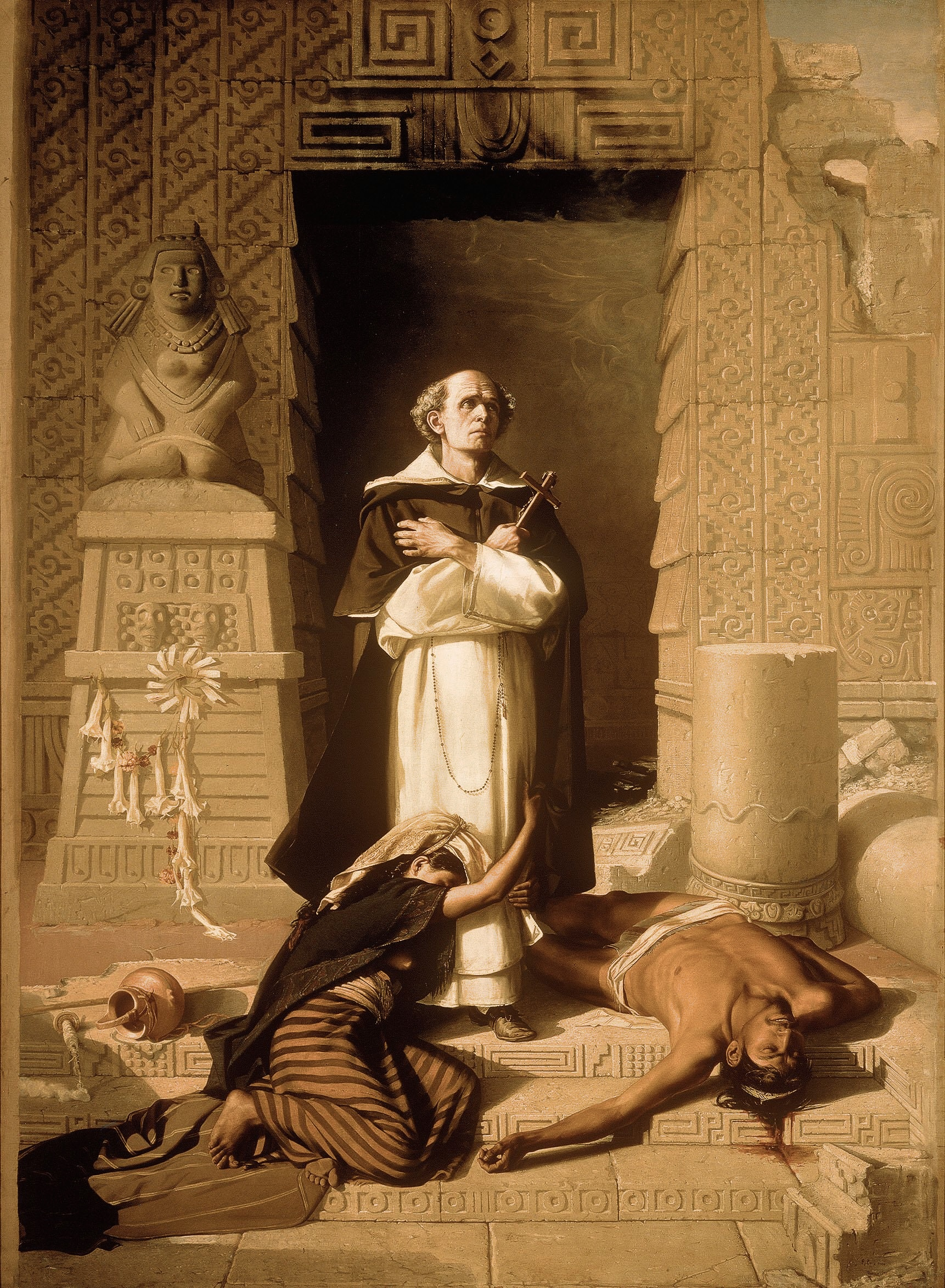
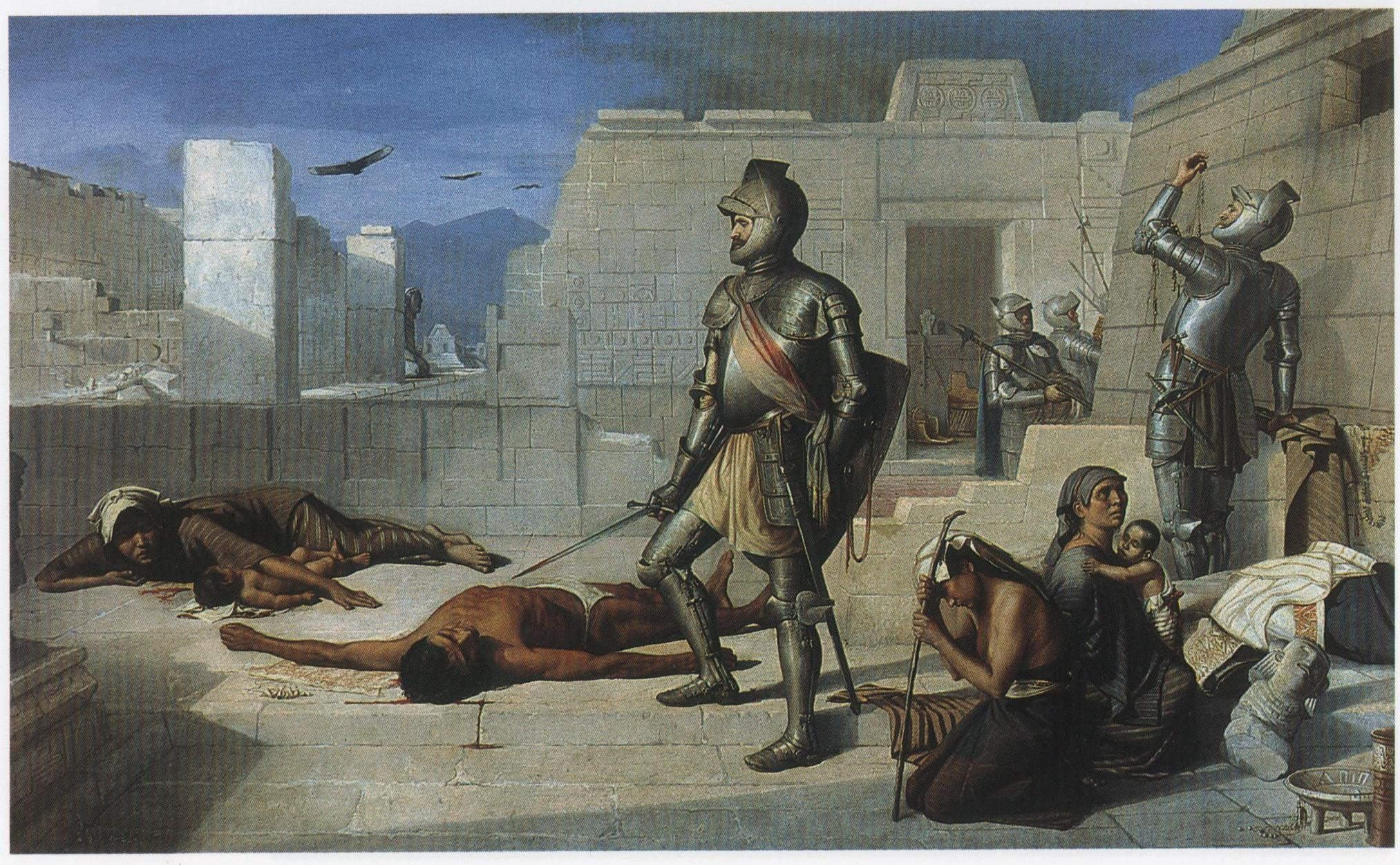
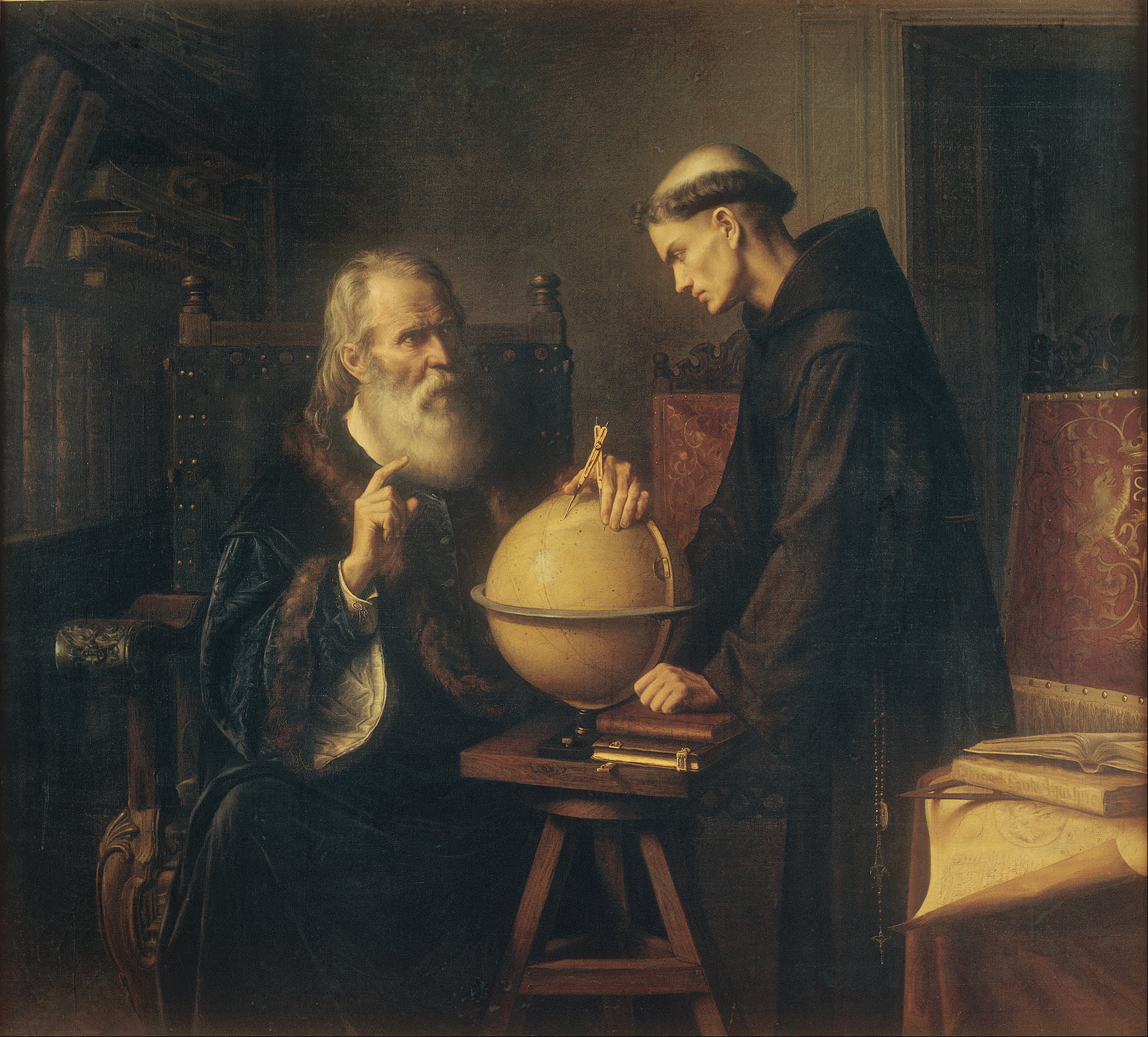
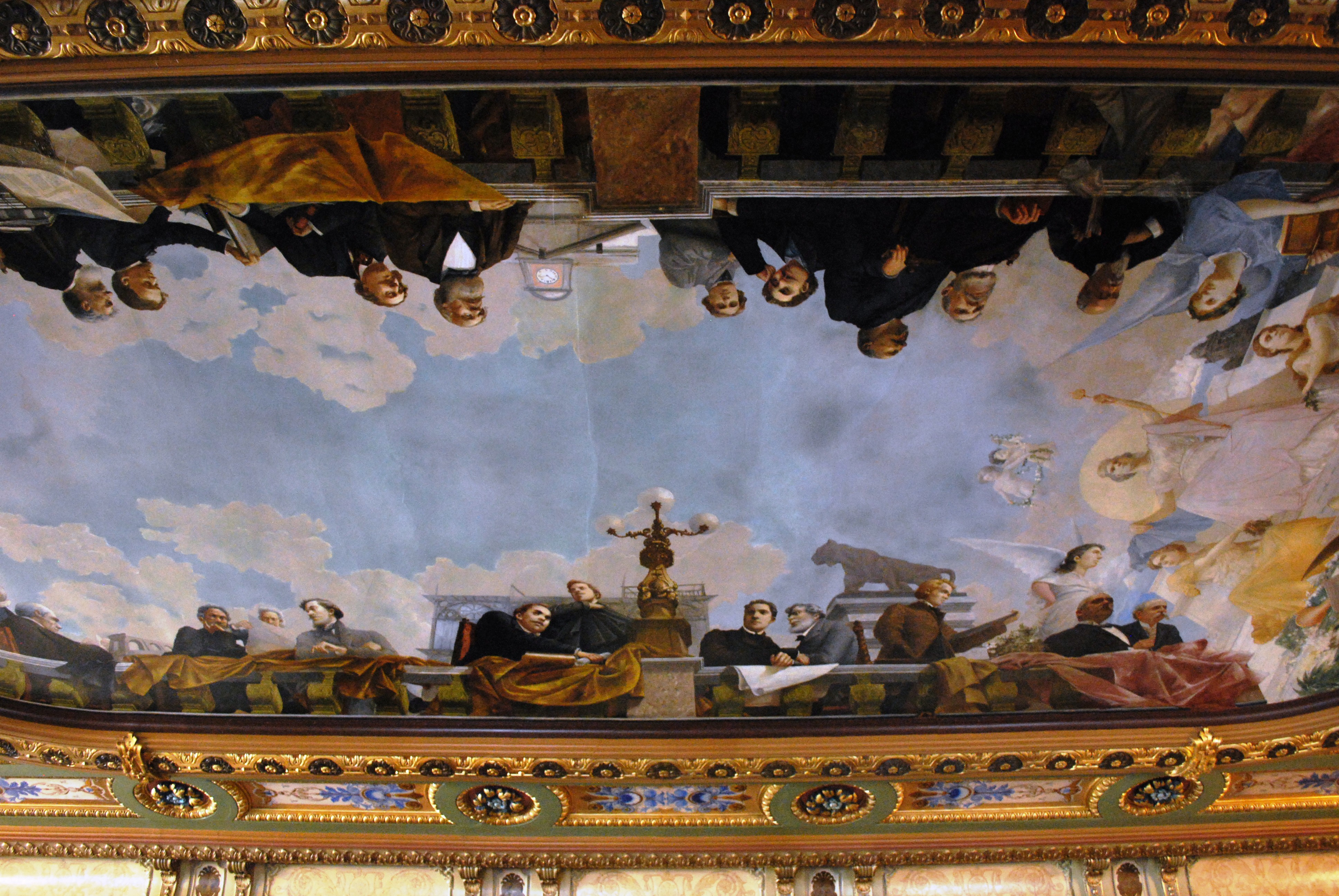